# Kriele
Kriele è una frazione del comune tedesco di Kotzen, nel Brandeburgo.

## Storia
Nel 2003 il comune di Kriele venne soppresso e aggregato al comune di Kotzen.